# 케빈 캔 웨이트
《케빈 캔 웨이트》(영어: Kevin Can Wait)는 2016년부터 2018년까지 방영된 미국의 시트콤이다.